# Биљно уље
Биљна уља се добијају из плодова или семена великог броја биљака. Постоји око 300 врста биљних култура из којих се могу екстраховати уља и масноће.

## Својство биљних уља
Биљна уља због присуства великих количина полинезасићених масних киселина имају високу биолошку активност и низ антисклеротичних својстава.
Полинезасићене масне киселине улазе у састав свих животно важних комплекса:
- ћелијских мембрана,
- фосфатида,
- липопротеина

Основне особености у хемијском саставу биљних уља су у томе што у њима апсолутно нема холестерола. Полинезасићене масне киселине доприносе избацивању холестерола из организма, путем претварања холесгерина у лако растворљива једињења.
- Допринесе еластичности крвних судова.
- Учествују у размени масти и холестерина, на основу чега се претварају у витамине (витамин F).

Биљна уља су саставни део свакодневне исхране због своје хранљиве вредности. Употребом 30 % животињских масти, 70 % биљних уља обезбеђује се оптимална балансираност масних компоненти хране и њихова највећа пуновредност. Добра кулинарска и укусна својства, лак начин добијања и ниска цена учинили су да биљна уља данас постану, један од најраспрострањенијих производа.

## Квалитет биљних уља
Високи садржај незасићених масних киселина и других лако оксидишућих материја, доводи до лаког стварања продуката оксидације.
Што се биљно уље дуже чува и што су слабији услови његовог чувања (присуство светлости, рђави запушачи, неадекватно паковање) у њему се знатније накупљају токсични продукти оксидације. Спречавање оксидације се постиже додавањем витамина Е који има антиоксидативна својства.

## Врсте биљних уља
- Сунцокретово уље
- Маслиново уље
- Сојино уље
- Маково уље
- Кукурузно уље
- Уље кукурузних клица
- Уље од коштице грожђа
- Уље уљане репице